# Juan Manuel Blach Quinteiro
Juan Manuel Blach Quinteiro, (*Bueu, Pontevedra, España, 18 de septiembre de 1956); es un exfutbolista español. Se desempeñaba en posición de defensa. Jugó en Primera División la temporada 1979/80 siendo jugador del Burgos Club de Fútbol.

## Clubes
| Club                  | País   | Años     |
| --------------------- | ------ | -------- |
| Burgos Club de Fútbol | España | 1979- ¿? |